# Хасинто Бенавенте
Хасинто Бенавенте и Мартинез (шп. Jacinto Benavente y Martínez; Мадрид, 12. август 1866 — Мадрид, 14. јул 1954), био је један од најпознатијих шпанских драмских писаца 20. века.
За своје доприносе књижевности награђен је Нобеловом наградом за књижевност 1922. године.

## Познати радови
Хасинто Бенавенте је написао 172 дела. Од тога најпознатији су:
- (1907)
- (1905)
- (1908)
- (1913)
- (1916)
- (1916)
- (1924)
- (1926)
- (1928)
- (1929)
- (1940)
- (1942)
- (1945)
- (1946)
- (1947)
- (1948)
- (1952)
- (1954)